# Claire Forlani
Claire Antonia Forlani (Twickenham, Londres, Anglaterra, 17 de desembre de 1971) és una actriu britànica de cinema i televisió.

## Biografia
Nasqué a Twickenham a Londres, filla de Barbara Dickinson, d'origen anglès, i de Pier Forlani, un mànager de música provinent de Ferrara, Itàlia. Als onze anys Forlani ingressà a l'Arts Educational School de Londres, on començà a preparar la seva futura carrera d'actriu.
Als sis anys en què romangué en aquesta acadèmia, estudià dansa a més d'interpretació, la qual cosa li va obrir les portes per a interpretar més tard obres com The Nutcracker i Orpheus in the Underworld. Havent actuat al teatre, la televisió britànica la contractà per a una sèrie televisiva i per a una pel·lícula de televisió.
Els pares de Forlani volgueren ajudar a la seva filla a obtenir papers en pel·lícules de cinema, per la qual cosa decidiren el 1993 traslladar-se a San Francisco. Aviat arribà la primera oferta de la indústria cinematogràfica nord-americana: fou seleccionada en aquell mateix any per a la mini-sèrie de televisió J. F. K.: Reckless Youth i seguidament per a la pel·lícula de cinema Police Academy: Mission to Moscow.
A continuació Forlani intervingué a algunes pel·lícules, fins que el 1996 participà en La roca, protagonitzada per Sean Connery i Nicolas Cage. Un any més tard obtingué finalment el reconeixement de la crítica per la seva interpretació a The Last Time I Committed Suicide, després d'haver actuat a pel·lícules que en la seva majoria havien estat intranscendents.
Amb el seu paper a Meet Joe Black, a la qual fou coprotagonista ambBrad Pitt i Anthony Hopkins, adquirí el 1998 una àmplia fama entre el públic nord-americà i internacional.
Els seus últims papers han estat a la sèrie CSI: New York, com a la Dr. Peyton Driscoll, i més recentment a la primera temporada de la sèrie Camelot interpretant a la mare del Rei Artur, Lady Igraine.

## Filmografia

### Cinema
| Any          | Pel·lícula                                    | Personatge          | Notes                                                              |
| ------------ | --------------------------------------------- | ------------------- | ------------------------------------------------------------------ |
| 1991, 1992   | Press Gang                                    | Judy Wellman        | Debut                                                              |
| 1992         | Gypsy Eyes                                    | Katarina            |                                                                    |
| 1994         | Police Academy: Mission to Moscow             | Katrina             |                                                                    |
| 1995         | Mallrats                                      | Brandi Svenning     |                                                                    |
| 1996         | The Rock                                      | Jade Angelou        |                                                                    |
| 1996         | Basquiat                                      | Gina Cardinale      |                                                                    |
| 1998         | Meet Joe Black                                | Susan Parrish       |                                                                    |
| 1998         | Basil                                         | Julia Sherwin       |                                                                    |
| 1998         | Into my heart                                 | Nina                |                                                                    |
| 1999         | Mystery Men                                   | Monica              |                                                                    |
| 2000         | Boys and Girls                                | Jennifer Burrows    |                                                                    |
| 2001         | Antitrust                                     | Alice Poulson       |                                                                    |
| 2003         | The Medallion                                 | Nicole James        |                                                                    |
| 2003         | The Pentagon Papers                           | Patricia Marx       | Com a esposa de Daniel Ellsberg                                    |
| 2003         | Gone Dark                                     | Monica Prince       | També coneguda com The Limit                                       |
| 2004         | Bobby Jones: A Stroke of Genius               | Mary Malone Jones   |                                                                    |
| 2005         | Green Street                                  | Shannon Dunham      | Titulada Green Street Hooligans als EUA                            |
| 2005         | The Shadow Dancer                             | Isabella Parish     | Titulada Shadows in the Sun als EUA                                |
| 2005         | Ripley Under Ground                           | Cynthia             |                                                                    |
| 2006         | Nightmares & Dreamscapes - "Crouch End"       | Doris Freeman       |                                                                    |
| 2006–07 2010 | CSI: NY                                       | Dr. Peyton Driscoll | Temporada 3 (nou episodis) Temporades 4 i 6 (un episodi cadascuna) |
| 2007         | Hallam Foe                                    | Verity Foe          |                                                                    |
| 2007         | Carolina Moon                                 | Tory Bodeen         |                                                                    |
| 2008         | Flashbacks of a Fool                          | Ruth Davies         |                                                                    |
| 2008         | In the Name of the King: A Dungeon Siege Tale | Solana              |                                                                    |
| 2008         | Beer for My Horses                            | Annie               |                                                                    |
| 2009         | Shannon's Rainbow                             | Christine           |                                                                    |
| 2009         | False Witness                                 | Pippa Porter        |                                                                    |
| 2009         | Not Forgotten                                 | Katie               |                                                                    |
| 2010         | Love's Kitchen                                | Kate Templeton      |                                                                    |
| 2011         | Camelot                                       | Queen Igraine       | Deu episodis                                                       |
| 2011–12      | NCIS: Los Angeles                             | Lauren Hunter       | Temporada 2 (2 episodis) Temporada 3 (4 episodis)                  |
| 2014         | Unity                                         | narrador            |                                                                    |
| 2019         | Five Feet Apart                               | Meredith            |                                                                    |